# Pfarrkirche Schnifis

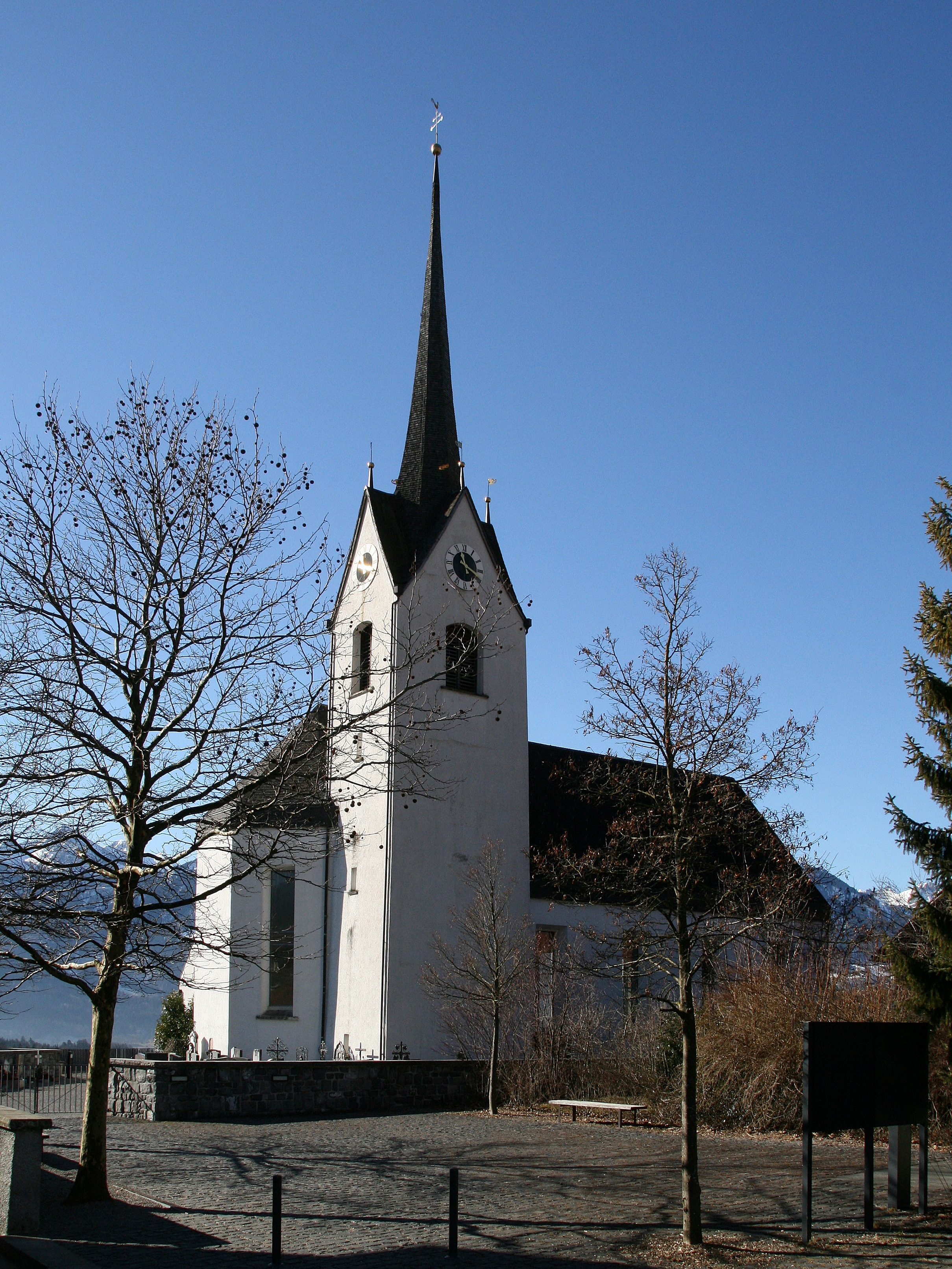
Kath. Pfarrkirche hl. Johannes der Täufer in Schnifis

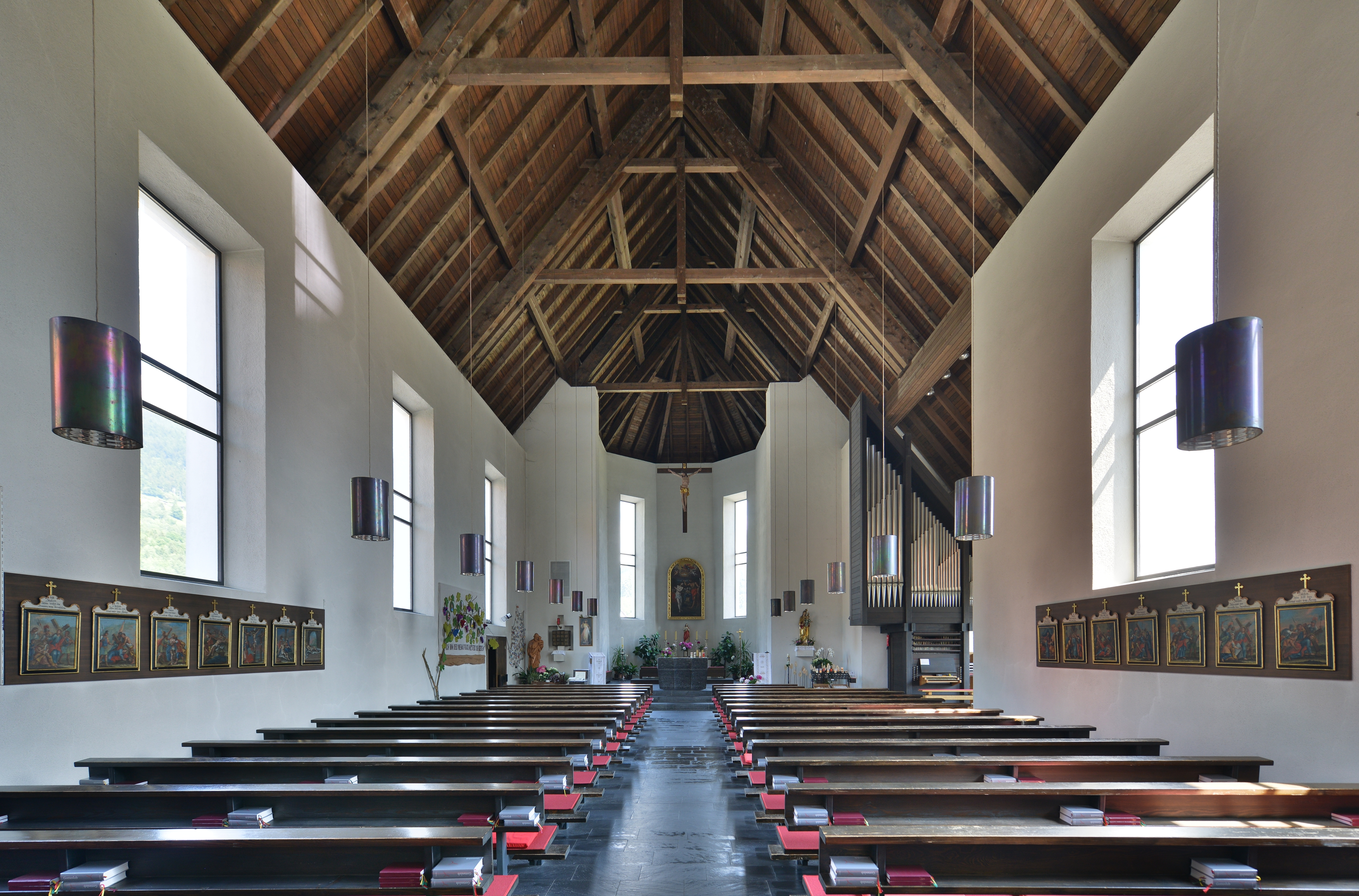
Innenansicht

Die römisch-katholische Pfarrkirche Schnifis steht in der Gemeinde Schnifis im Bezirk Feldkirch in Vorarlberg. Sie ist dem heiligen Johannes der Täufer geweiht und gehört zum Dekanat Feldkirch in der Diözese Feldkirch. Das Bauwerk steht unter Denkmalschutz (Listeneintrag).

## Lagebeschreibung
Die Kirche steht im Osten der Gemeinde und wird von einem Friedhof umgeben.

## Geschichte
Um 830 wird eine „ecclesia“ in Schnifis urkundlich erwähnt. Auch eine Pfarre besteht schon seit langer Zeit. 1535 wird eine Kirche geweiht. 1817 wurde das Langhaus erweitert, in den Jahren 1972 und 1973 erfolgte ein Umbau und Neugestaltung.

## Architektur
Kirchenäußeres
Die Kirche ist ein Neubau mit Langhaus und eingezogenem 3/8-Chor. Das südliche Querhaus ist unter einem Satteldach. Langhaus und Chor sind plastisch nicht gegliedert. An der Westfassade ist ein gemauerter Vorbau mit Kegeldach. Der 36 m hohe Nordturm weist Flachbogenschallöffnungen und Rundbogenöffnungen in den Giebeln auf.
Kircheninneres
Der Dachstuhl ist zum Innenraum hin offen konstruiert. Große Rechteckfenster durchbrechen die Langhauswände. Die Chorbogenwand ist eingezogen. Im Vorraum ist ein Glasgemälde, das „Jesus mit Jüngern“, „Papst Pius X.“, den „heiligen Petrus“ und „Papst Pius XII.“ darstellen.

## Ausstattung
Kirchenäußeres
An der Westfassade ist ein Weihwasserbecken, das auf 1692 datiert ist. Das Weihwasserbecken am Chor wurde 1719 geschaffen. An der Außenwand befinden sich die Grabsteine der Katharina Müller († 1704), Barbara Grommi († 1710), Maria Nesasoni († 1717) und Michael Zürcher mit Wappen († 1783)
Kircheninneres
Der Volksaltar, der Ambo und der Tabernakel stammen aus der Hand von Herbert Albrecht aus den Jahren 1972 und 1973. Der Taufstein ist gotisch. An der rechten Chorbogenwand ist die barocke Nachbildung einer gotischen Pietà aus der Zeit um 1450. Im Chor hängt ein Kruzifix vom Ende des 18. Jahrhunderts. Außerdem befinden sich in der Kirche vier versilberte Holzbüsten der Heiligen Josef Jesus, Maria und Magdalena.

## Orgel
Die Orgel der Firma Rieger Orgelbau aus dem Jahr 1973 steht im rechten Seitenschiff. Sie hat 18 Register auf zwei Manualen und Pedal.

## Pfarrhaus
Im Norden der Kirche steht das Pfarrhaus nach Plänen von Hugo Purtscher aus dem Jahr 1974.